# Sieben Zwerge & ich
Sieben Zwerge & ich (Originaltitel: Sept Nains & Moi) ist eine französische Fernsehserie.

## Inhalt
Die zu Beginn der Serie zehnjährige Schnee Wittchen führte bislang zusammen mit ihren Eltern und ihren Freunden ein normales Leben. Eines Tages aber werden bei den Wittchens niemand geringeres als die Sieben Zwerge abgeliefert, die fortan bei der Familie wohnen. Auf diesem Wege erfährt Schnee auch, dass sie eine direkte Nachkommin Schneewittchens ist.

## Synchronsprecher
| Rolle            | Darsteller                                               | Deutscher Sprecher |
| ---------------- | -------------------------------------------------------- | ------------------ |
| Schnee Wittchen  | Leila Jolene Cenk                                        | Samira Jakobs      |
| Blanche Wittchen | Josefin Asplund (Staffel 1) Ingrid Werner (ab Staffel 2) | Ilona Brokowski    |
| Marco Wittchen   | Flavio Parenti                                           | Ricardo Richter    |
| Camilla          | Nixie Strazza (Staffel 1) Remy McCoy (ab Staffel 2)      | Léa Mariage        |
| Sofia            | Geraldine O’Rawe                                         | Nicole Hannak      |
| Willy            | John Aden Harvey                                         | Hannes Maurer      |
| Ben              | Joseph Mydell                                            |                    |
| Herr Orloff      | David Lowe                                               | Peter Flechtner    |
| Genialo          |                                                          | Gerald Schaale     |
| Happo            |                                                          | René Dawn-Claude   |
| Knuddlio         |                                                          | Dirk Petrick       |
| Mysterio         |                                                          | Michael Pan        |
| Profio           |                                                          | Sven Plate         |
| Saloppo          |                                                          | Jeffrey Wipprecht  |
| Sportivo         |                                                          | Axel Lutter        |